# Eva Jiřičná
Eva Jiřičná (* 3. března 1939 Zlín) je česká architektka a designérka, aktivní v Londýně a Praze. Má dva architektonické ateliéry – v Londýně a AI Design se sídlem v Praze, který založila s architektem Petrem Vágnerem v roce 1999.

## Život
Narodila se 3. března 1939 ve Zlíně. Když jí byly čtyři, přestěhovala se s rodiči do Prahy. Vystudovala obor architektury na ČVUT v Praze, potom AVU v ateliéru Jaroslava Fragnera. Od roku 1967 pracovala v pražském ÚBOKu (Ústav bytové a oděvní kultury).
V létě 1968 odjela na stáž do Londýna, ale československé úřady jí zabránily v návratu po srpnové okupaci. Nastoupila v Ateliéru Louis de Soisson, kde projektovala přístav v Brightonu. Pak začala spolupracovat se známým architektem Richardem Rogersem. Proslavila se díky interiérům londýnských a newyorských módních obchodů a butiků. Pro její stavby je charakteristické použití skla, kovu a i betonu, je známá také díky návrhům skleněných schodů.
V Londýně má architektonické studio a od roku 1999 s Petrem Vágnerem pražský ateliér AI Design. Od roku 1996 je profesorkou, vedoucí ateliéru architektury na VŠUP v Praze. Od roku 1997 je členkou londýnské umělecké instituce Royal Academy of Arts. V roce 2007 byla předsedkyní mezinárodní komise vybírající projekt stavby nové budovy Národní knihovny na Letné. Třináct let učila na Vysoké škole uměleckoprůmyslové v Praze. Deset let žila s architektem Janem Kaplickým, který se poté v roce 1991 oženil s Amandou Levete.
V květnu 2011 obdržela čestný doktorát Univerzity Tomáše Bati ve Zlíně. Eva Jiřičná se označuje za Moravanku a Zlíňačku. Žije ve Velké Británii, často ale cestuje do Prahy, Zlína, Paříže či New Yorku.
Na webových stránkách hnutí ANO 2011 byla uvedena jako jeho podporovatelka v sekci "Podporují nás". Přitom pouze podpořila Elišku Kaplický Fuchsovou v rámci komunálních voleb v Praze v roce 2014. Později její jméno ze seznamu zmizelo.

## Dílo

### Česko

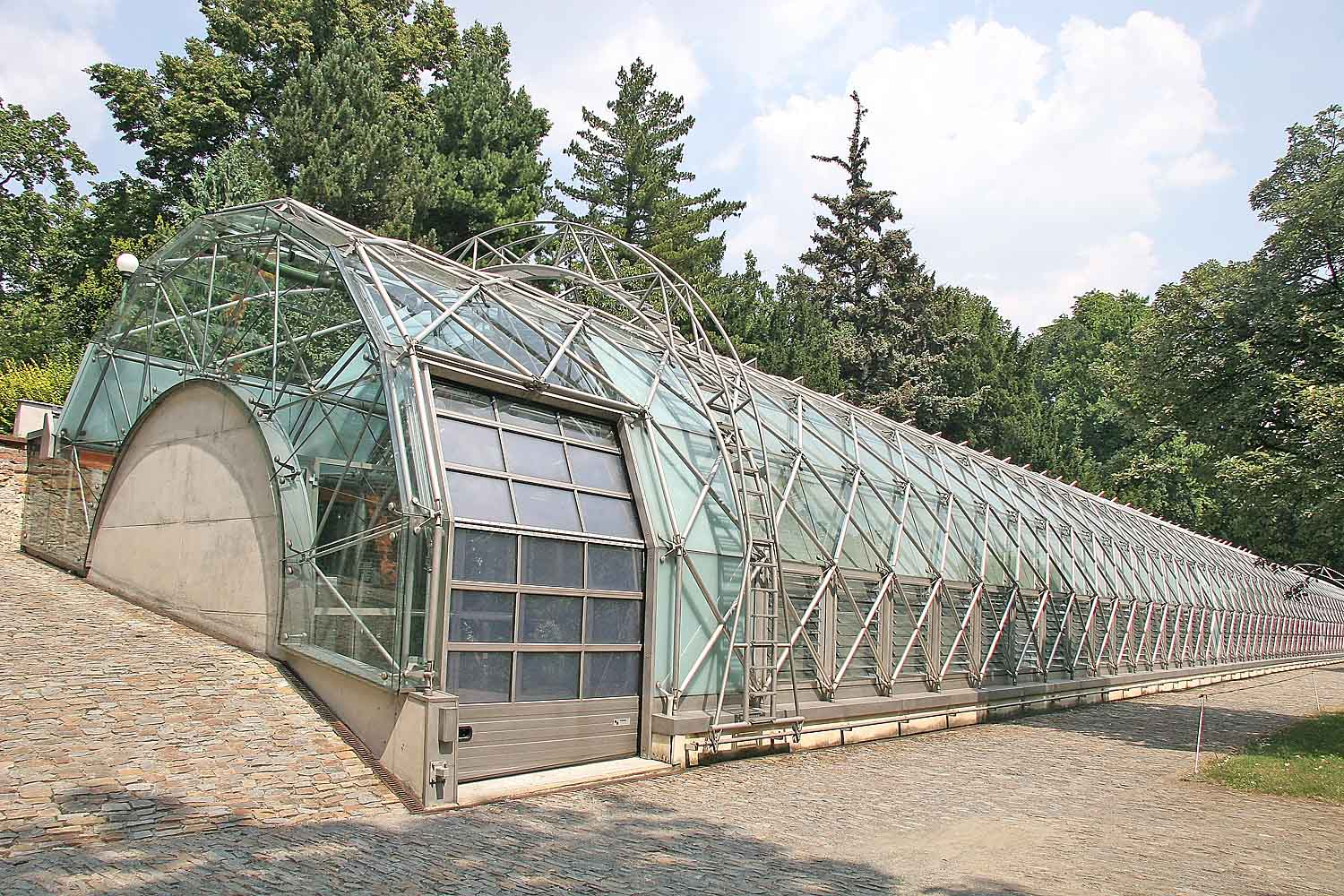
Oranžerie Královské zahrady na Pražském hradě, 1999

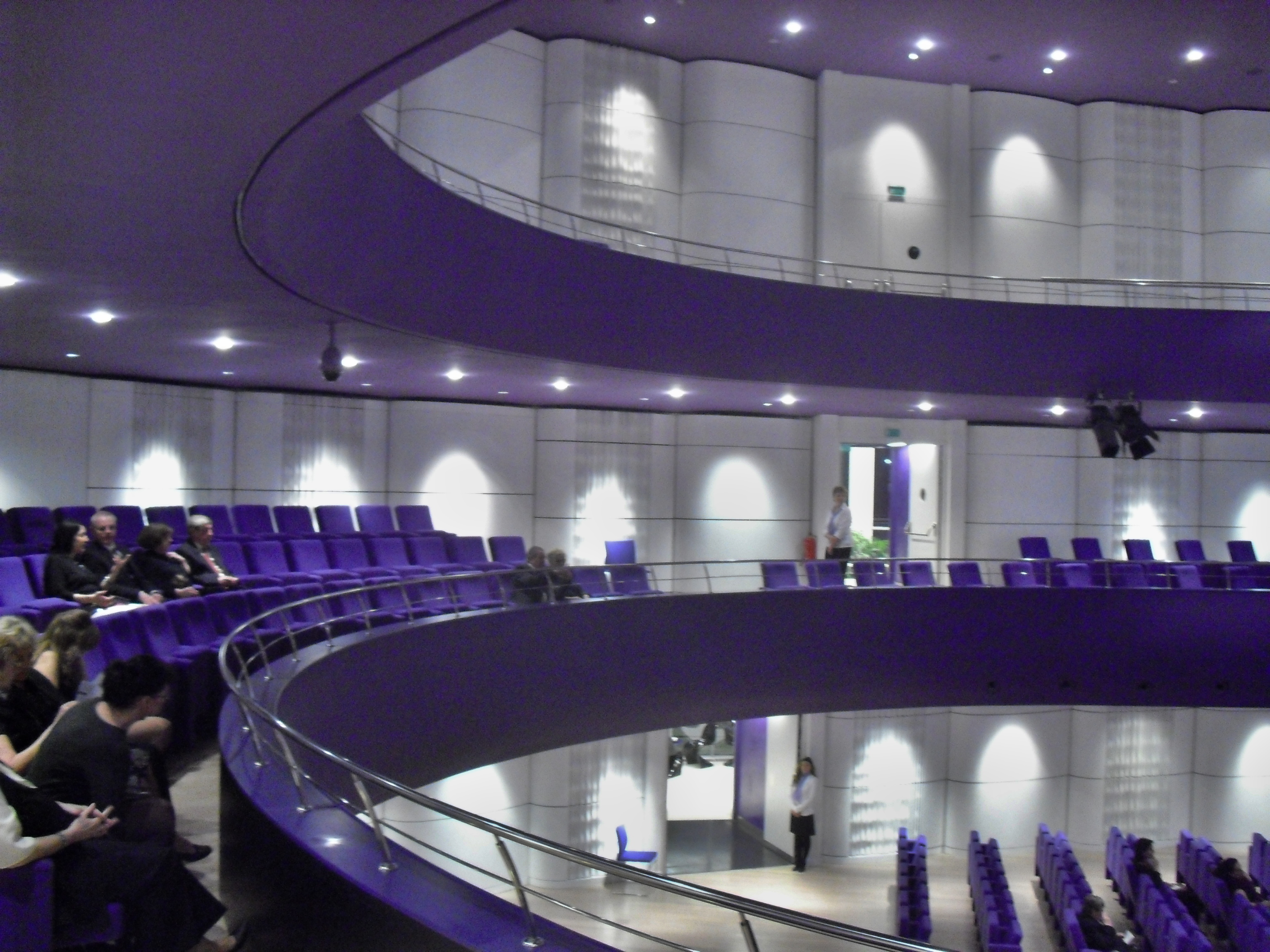
Hlavní sál Kongresového centra Zlín

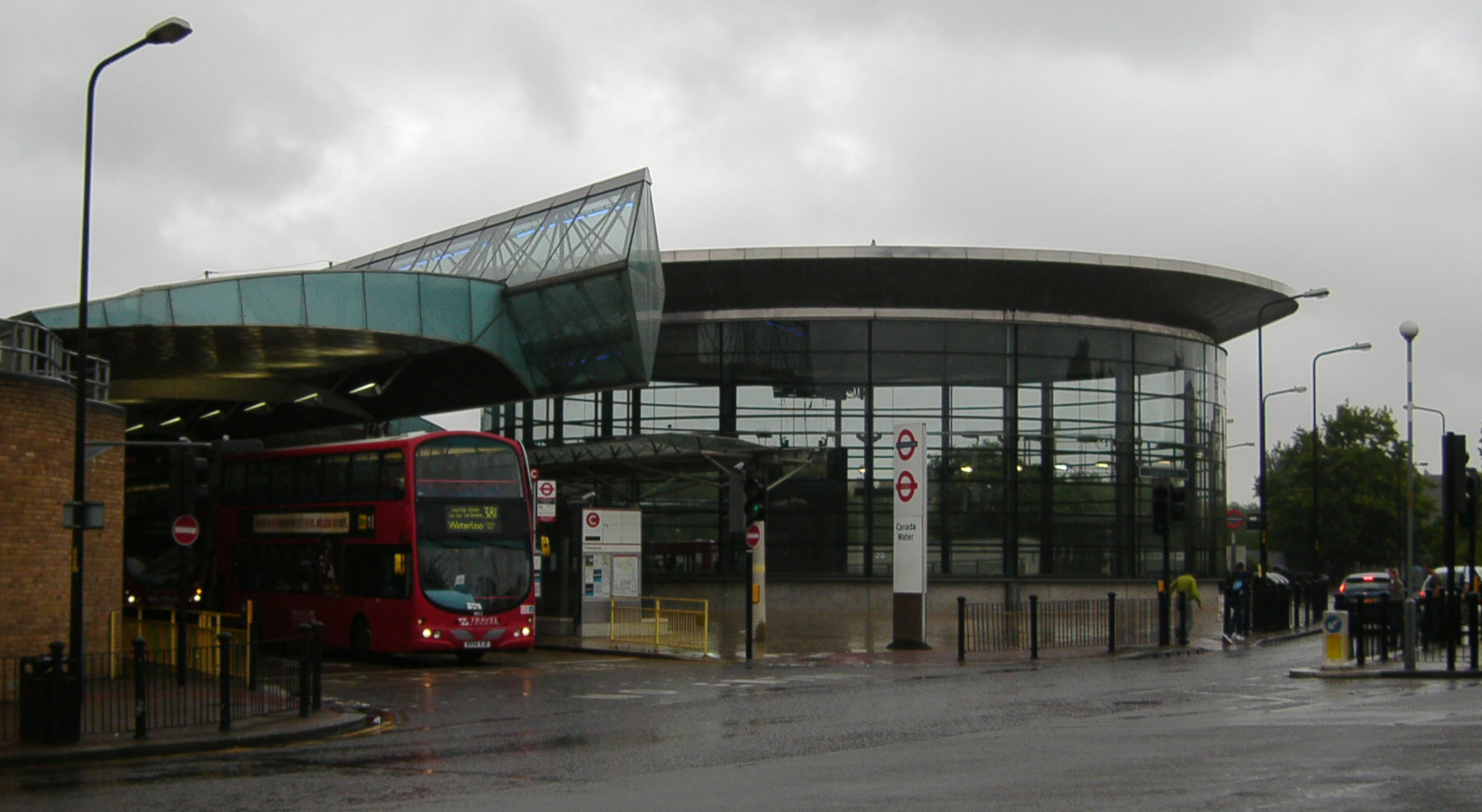
Autobusový terminál (vlevo) u londýnské stanice Canada Water je dílem Evy Jiřičné

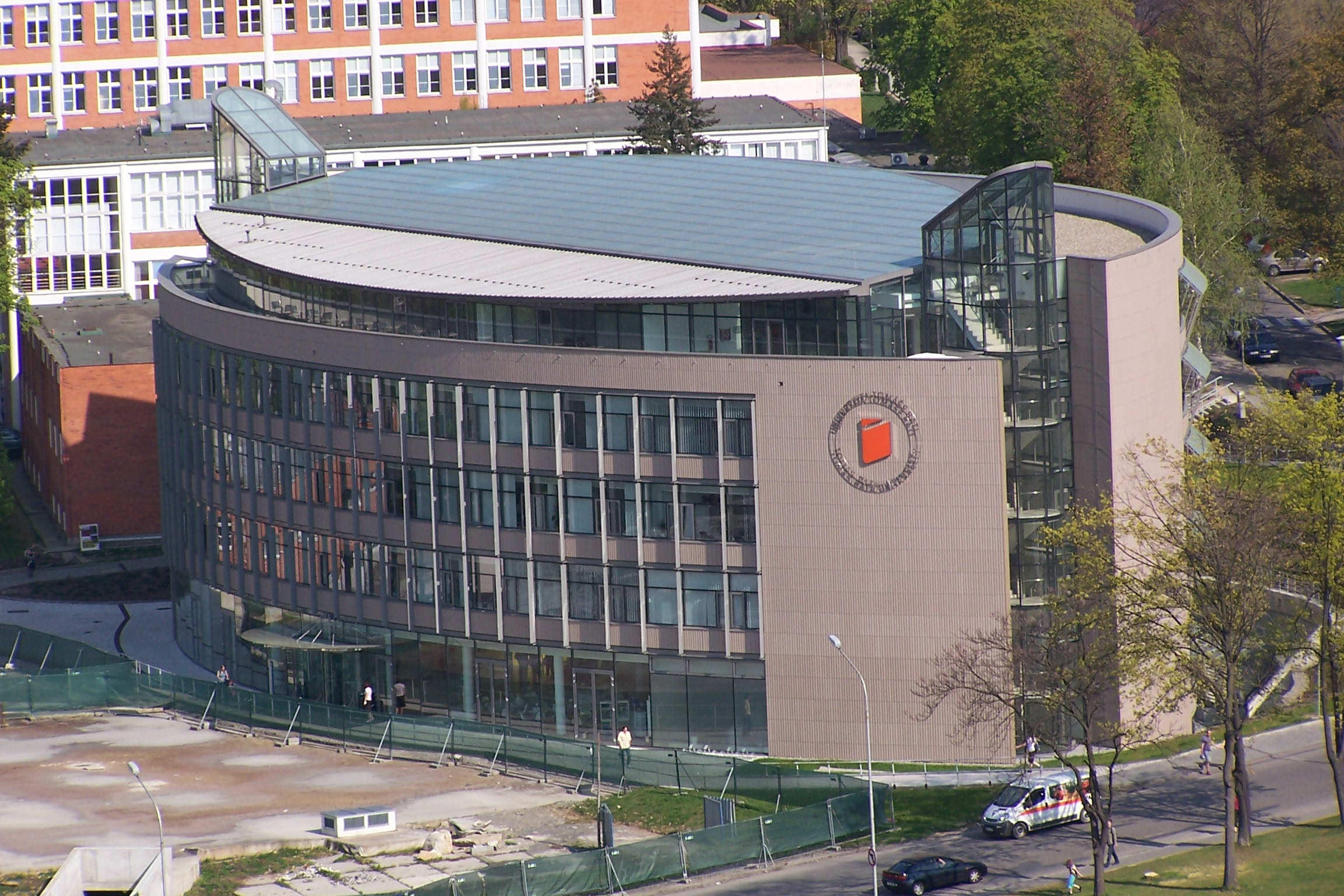
Univerzitní centrum Zlín

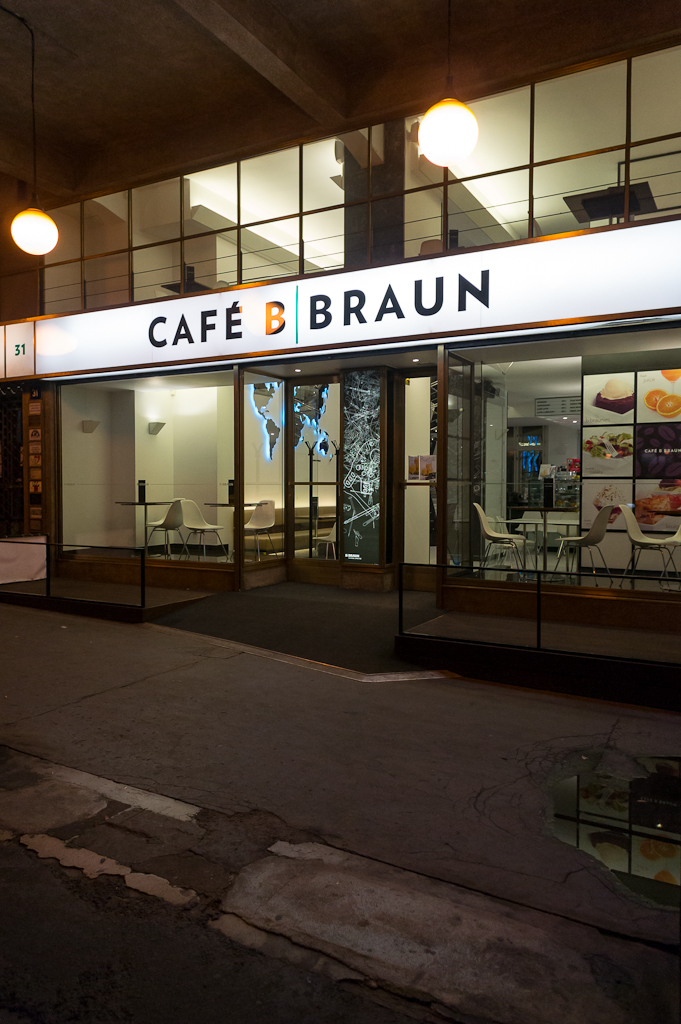
Café B. Braun, Praha

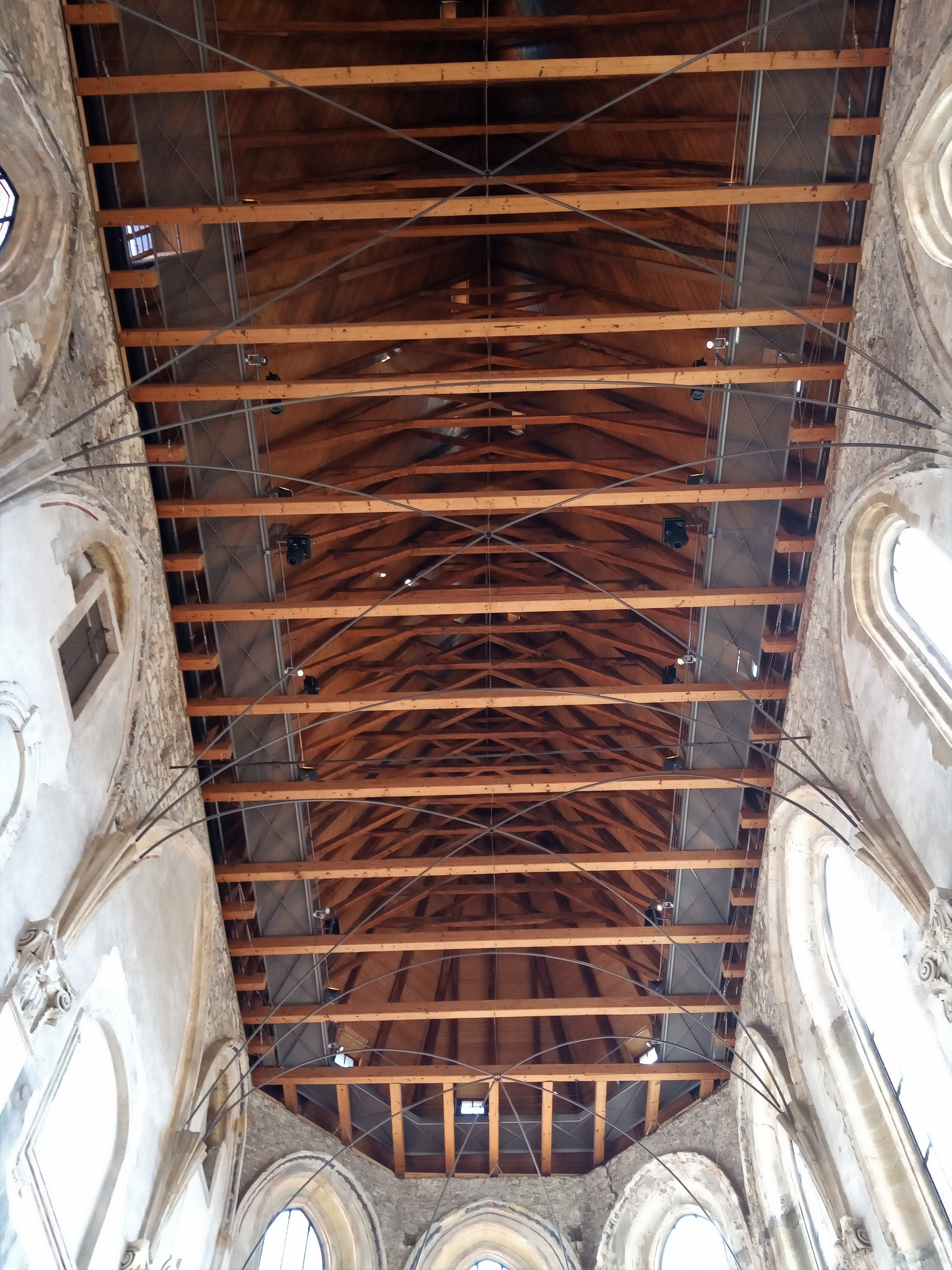
Klenba kostela sv. Anny, Praha

- Lávka přes ul. Koliště, Brno, 1997
- Participace na interiéru Tančícího domu (Andersen Consulting), Praha, 1997
- Oranžerie a Královská zahrada na Pražském hradě, Praha, 1999
- Byt ve Voršilské ulici, Praha, 1999
- Interiér bytu v Divadelní ulici, Praha, 1999
- Hotel Josef, Praha, 2002
- Rekonstrukce Kostela svaté Anny, Praha, 2004
- Restaurování Hotelu Maxmilián, Praha, 2005
- Univerzitní centrum Univerzity Tomáše Bati, Zlín, 2008[9]
- Café B. Braun v Lékařském domě, náměstí I. P. Pavlova, Praha 2010
- Kongresové centrum, Zlín, 2011[10][11]
- Villa Sekyra, Praha, 2011[12]
- Fasáda bytového komplexu Sky Barrandov,[13] Barrandov, Praha, 2016[14]
- Design obchodů Beltissimo, 2016[3]
- Fakulta humanitních studií Univerzity Tomáše Bati, Zlín, 2017[15]
- Návrh Centrum nového Žižkova, zástavba, jež nahradí budovu CETIN (býv. ÚTB), Žižkov, Praha
- Návrh na dostavbu Porodnice u Apolináře, datum realizace není jasné, Nové Město, Praha[16]

### Velká Británie

#### Veřejné budovy
- Canada Water – autobusový terminál u této stanice metra v Londýně, 1999
- Velký vstup a recepce – Victoria & Albert museum, Londýn, 2006
- AMEC Headquarters, 2002
- přístavba knihovny Kimberlin, De Montfort University, 1997

#### Maloobchodní budovy
- klenotnictví Boodles, Londýn, 2008
- klenotnictví Harrods fine, Londýn, 2006
- obchod Boodles, Liverpool, 2004
- Royal Academy of art shop, Londýn, 2001
- hodinky na míru – Marcus, Londýn, 1999
- boty Joan & David, Londýn, 1994

#### Obytné budovy
- Soukromá rezidence, Londýn (přestavba)
- Belgrave court – byt, Londýn, 2002
- přestavba bytu v Knighsbridge v Londýně, 1992

#### Volný čas
- Browns nightclub, Londýn, 1991
- Legends nightclub, Londýn, 1987

#### Mosty
- North Woolwich footbridge, Londýn, 1991
- Lockmeadow Pedestrian footbridge, Kent, 1991
- Royal Victoria dock, Londýn, 1991

## Zastoupení ve sbírkách umění (výběr)
- Moravská galerie Brno
- Muzeum umění a designu Benešov
- Uměleckoprůmyslové muzeum Praha

## Ocenění
- Cena Jane Drewové za mimořádný přínos postavení žen v architektuře.
- Řád Britského impéria (komandér)
- Státní cena ministerstva kultury ČR za rok 2009[17]
- 2018 — Medaile za celoživotní dílo (Lifetime Achievement Medal) v rámci Londýnského festivalu designu (London Design Festival).[18]
- 2018 — Pamětní stříbrná medaile Jana Masaryka[19]
- 2019 — Cena města Zlína – (59 ZFF) za Kongresové centrum Zlín
- 2022 — Pocta České komory architektů
- 2024 —  Řád Bílého lva, III. třída – občanské skupina, ČR